# Soffi
Soffi (voluit Isola Soffi) is een rotseiland in de Mortorio-archipel, die vaak tot de La Maddalena-archipel wordt gerekend, voor de noordoostkust van het Italiaanse eiland Sardinië. Zowel de gemeente Arzachena als La Maddalena maken aanspraak op het grondgebied van Soffi.
Soffi ligt ruim twee kilometer van de Costa Smeralda op Sardinië. Net ten noorden van het eiland liggen Le Camere, verder naar het noordoosten ligt Mortorio. Soffi meet in noordzuidelijke richting een kleine kilometer en is ongeveer achthonderd meter breed.
Soffi vormt een habitat voor de Tyrreense muurhagedis. Verder komen op het eiland onder andere Audouins meeuw en de slechtvalk voor.
De IOTA-aanduiding van Soffi is, in tegenstelling tot de meeste andere eilanden in de La Maddalena-archipel, maar gelijk de overige eilanden van de Mortorio-archipel EU-165. De Italian Islands Award-referentie (I.I.A., gegeven aan natuurlijke eilanden) was SS-057. Inmiddels heeft het eiland in de Mediterranean Islands Award de code MIS-037.